# Río Grande
Río Grande là một đô thị thuộc bang Zacatecas, México. Năm 2005, dân số của đô thị này là 57708 người.